# Екатерина де Фуа
Екатерина де Фуа (фр. Catherine de Foix, исп. Catalina de Foix; 1468—1517, Мон-де-Марсан) — последняя королева Наварры из дома Фуа (с 1483 года). Путём брака передала наваррскую корону в дом Альбре, что привело к гражданской войне и оккупации значительной части королевства испанцами.

## Родственные связи
Екатерина — дочь Гастона де Фуа (1444—1470), виконта Кастельбона, принца Вианского, и Мадлен Французской, сестры короля Людовика XI. Сестра Франциска Феба, наваррского короля в 1479—1483 годах, которому наследовала. До 1494 года правила под регентством матери.
В январе 1484 года вышла замуж за Жана III д’Альбре и вместе с ним была коронована в Памплоне, столице Наварры.

## Гражданская война
Дядя Екатерины Жан де Фуа, виконт Нарбонна (1450—1500), как старший в роду, стал оспаривать наследство на основании салических законов, которые в Наварре никогда не применялись. Началась гражданская война, закончившаяся в 1497 году заключением мирного соглашения, по которому Жан де Фуа отказался от своих претензий на наваррский трон.
В 1505 году дочь Жана де Фуа Жермена вышла замуж за Фердинанда II Католика. В 1512 году (11 апреля) в битве при Равенне погиб Гастон де Фуа (герцог Немурский) — её брат. Жермена осталась единственной претенденткой на наваррский трон.

Заручившись поддержкой папы, Фердинанд II решил начать военные действия. В июле 1512 года арагонско-кастильские войска под командованием герцога Альбы заняли Верхнюю Наварру, а также все каталонские владения дома Фуа, включая Кастельбон. В результате в руках Екатерины де Фуа осталась лишь северная часть королевства со столицей в Ортезе. 

## Семья и дети
Мужем Екатерины де Фуа был Жан III д'Альбре, сын Алена д’Альбре и Франсуазы де Блуа. Их дети:
- Анна (1492—1532),
- Мадлен (1494—1504),
- Екатерина (1495—1532), настоятельница монастыря Святой Троицы в Кане,
- Китерия (1499—1536), настоятельница монастыря в Монвилье,
- Генрих II д’Альбре (1503—1555), король Наварры с 1517, дед французского короля Генриха IV.
- Карл (1510—1528),
- Изабелла, с 1534 жена Рене I де Рогана, графа де Пороэта.

Ещё шестеро детей умерли в младенчестве.

## Титулы
- королева Наварры,
- герцогиня Ганди, Монблан, Пеньяфьель, де Немур,
- графиня Фуа, Бигоры, Рибаргосы, Пентьевра, Перигора
- виконтесса Беарна, Лиможа, Кастельбона, Марсана, Габардана, Небузана.